# Żytno

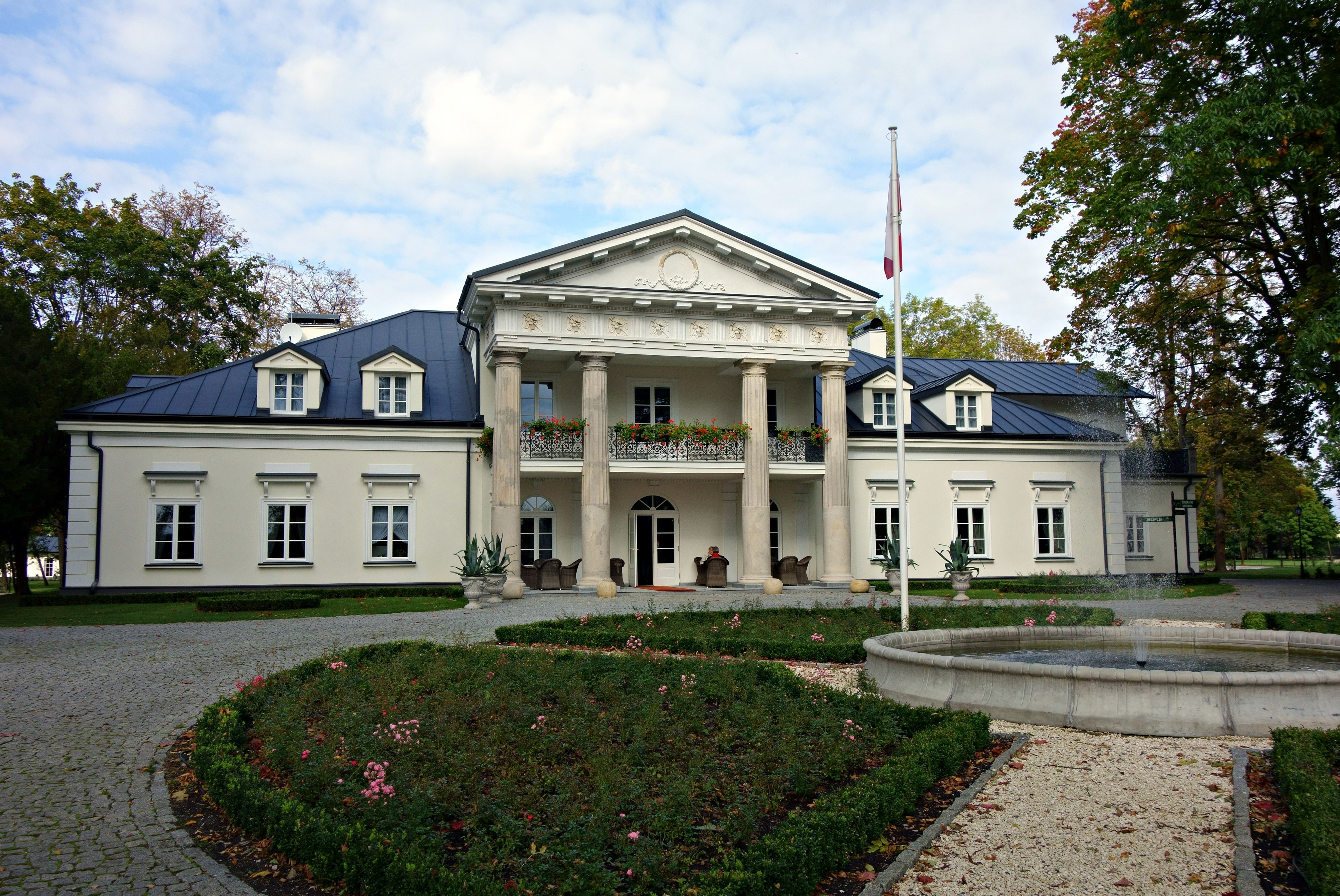
Dwór Siemieńskich w Żytnie

Żytno – wieś w Polsce, położona w województwie łódzkim, w powiecie radomszczańskim, w gminie Żytno.
W latach 1975–1998 miejscowość administracyjnie należała do województwa częstochowskiego.
Miejscowość jest siedzibą gminy Żytno.

## Integralne części wsi
| SIMC    | Nazwa    | Rodzaj  |
| ------- | -------- | ------- |
| 0148270 | Pławidła | kolonia |
| 0148286 | Sowin    | osada   |

## Historia
W 1198 roku Kagnimir wymienił miejscowości Borowno i Kamion na Żytno. Wzmianki o Żytnie pochodzące z końca XII wieku znajdują się w spisie fundatorów i kollatorów Zakonu Bożogrobców w Miechowie. Christon de Zythn ofiaruje dziesięcinę z tej miejscowości na potrzeby klasztoru. Z XIV wieku pochodzą pierwsze wzmianki o przetwórstwie rud metali. W 1358 roku zostaje utworzona parafia Niepokalanego Poczęcia NMP w Żytnie. W 1441 roku pierwszy raz dowiadujemy się o Żytnie jako osadzie miejskiej. W 1760 roku Żytno utraciło prawa miejskie. Ziemiami będącymi obecnie w gminie Żytno władały znane rody szlacheckie m.in.: Borzykowscy herbu Abdank, Pągowscy herbu Doliwa, Pukarzewscy herbu Śreniawa, Rędzińscy herbu Zadora, Życieńscy herbu Zadora, Ostrowscy herbu Korab, Siemieńscy herbu Leszczyc, Majowie herbu Starykoń, Moszyńscy herbu Łodzia, Koniecpolscy herbu Pobóg.
W gospodarce na terenie gminy dominowało rolnictwo. Od XIX wieku zaczęto tu uprawiać na skalę przemysłową buraki cukrowe i chmiel oraz powstały stadniny koni oraz stawy rybne. W XIX wieku następuje rozwój drobnego przemysłu (kuźnice, cegielnie, młyny, tartaki, gorzelnie, cukrownie).
Mieszkańcy gminy brali czynny udział w powstaniach narodowych oraz w walkach partyzanckich w okresie II wojny światowej.
W XIX i XX wieku w wielu miejscowościach na terenie gminy funkcjonowały szkoły oraz prowadzono aktywne życie kulturalne.
W 1973 roku z połączenia trzech gromad: Borzykowy, Maluszyna i Żytna, powstała gmina Żytno.

## Oświata
Szkoła podstawowa w Żytnie po II wojnie światowej mieściła się w budynku dworskim. W 1992 roku wybudowano nowy budynek szkoły. W 2002 roku nadano jej imię Henryka Sienkiewicza.
Placówki oświatowe w Żytnie
- Przedszkole Publiczne
- Publiczna Szkoła Podstawowa im. Henryka Sienkiewicza, ul.Ogrodowa 16[5].

## Instytucje publiczne
We wsi funkcjonuje ośrodek zdrowia.

## Parafia
Mieszkańcy wyznania rzymskokatolickiego podlegają parafii Niepokalanego Poczęcia NMP w Żytnie.

## Zabytki
Na terenie wsi znajdują się następujące obiekty wpisane do rejestru zabytków
- kościół parafialny pw. Niepokalanego Poczęcia NMP, 1860–1865, nr rej.: A/125 z 16.04.2012; kościół został konsekrowany 30 maja 1885 roku.
- cmentarz katolicki, poł. XIX w., nr rej.: 436/88 z 27.05.1988;
- skwer (miejsce po cmentarzu rzymskokatolickim), przy ul. Konopnickiej, nr rej.: 437/88 z 27.05.1988;
- zespół dworski, z pierwszej połowy XIX w.
  - dwór, nr rej.: 751 z 27.12.1967; należał do rodu Siemieńskich, którzy zbudowali też pobliski kościół Niepokalanego Poczęcia NMP. Po II wojnie światowej w budynku dworskim mieściła się szkoła podstawowa[7]. Objekt jest w rękach prywatnych i jest w końcowej fazie odbudowy(2020). Po remoncie i modernizacji będzie tu działał hotel[8][9].
  - park, nr rej.: A-240/78 z 19.07.1995.